# The Crusaders

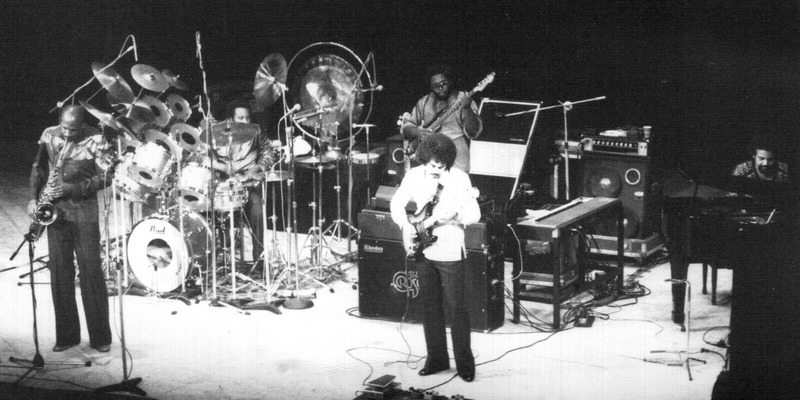
The Crusaders (1978)

The Crusaders war eine US-amerikanische Fusion-Jazz-Gruppe, die vor allem in den 1970er Jahren durch die Verbindung von Jazz und Funk Erfolge feierten.

## Geschichte

### Gründung, Anfänge als Jazz Crusaders
Die Gründungsmitglieder der späteren Crusaders, Keyboarder Joe Sample, Schlagzeuger Stix Hooper, Tenor-Saxophonist Wilton Felder und Posaunist Wayne Henderson, fanden sich bereits zu Highschoolzeiten in ihrer Heimatstadt Houston (Texas) unter dem Namen „The Modern Jazz-Sextet“ zusammen. Weitere zwei Mitglieder waren Henry Wilson, Bass und Hubert Laws, Querflöte. Ihre ersten professionellen Erfahrungen sammelten sie in den Jahren 1959 und 1960, als sie unter dem Namen „The Nighthawks“ als Showband in Dance-Clubs vorwiegend in Las Vegas arbeiteten.
Diese Art der kommerziellen Arbeit gefiel jedoch keinem der talentierten Musiker, und sie versuchten sich im Bereich Jazz einen Namen zu machen. Ab 1960 spielten sie in ihrer freien Zeit für wenig oder kein Geld in Kalifornien als Jazz Crusaders in kleinen Clubs. Henry Wilson und Hubert Laws verließen zu dieser Zeit die Band, um eigene Pläne umzusetzen. Hubert Laws ging nach New York und wurde später einer der erfolgreichsten Künstler des CTI-Labels. Ein alter Bekannter aus Houston, der Saxophonist Curtis Amy, selbst bei Pacific Jazz Records unter Vertrag, vermittelte ihnen beim Gründer des Labels Dick Bock einen Termin zum Vorspielen. Bock war so begeistert, dass er das Quartett unter Vertrag nahm und 1961 das erste Album Freedom Sound mit ihnen aufnahm. Dieses und auch die späteren Alben mit einer Mischung aus Rhythm & Blues, Soul und Hard Bop wurden in erstaunlich großen Stückzahlen verkauft.

### Umbenennung, große Erfolge als Crusaders

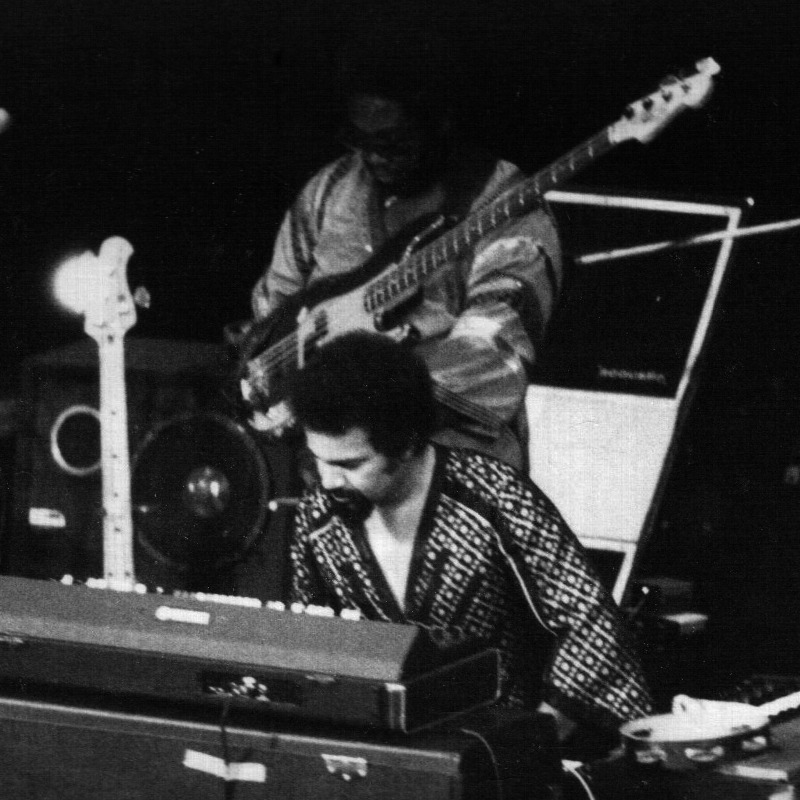
Joe Sample mit Pops Rockwell (1978)

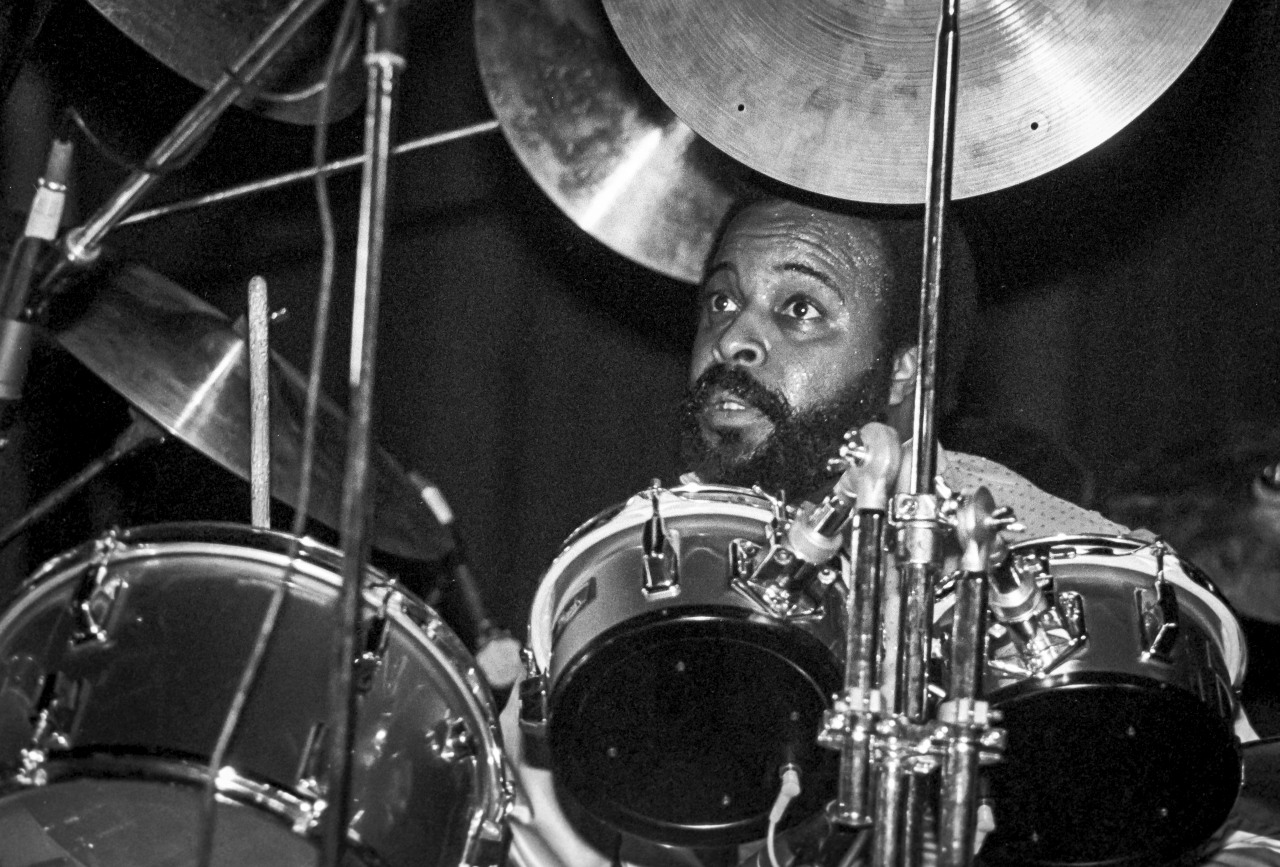
Stix Hooper (1980)

Um ein jüngeres Pop- und Funkpublikum zu erreichen, verabschiedete man sich 1971 von dem Wort „Jazz“ und begann als The Crusaders neue Wege einzuschlagen. Mit ihrer Mischung aus Jazz, Soul, Funk und Rhythm & Blues und einem veränderten Repertoire kreierten sie eine eigene stilistische Richtung. Unzählige Musiker und Bands wurden von diesem Gulf-Coast-Sound beeinflusst. Die Rhythmen einzelner Songs werden heute von vielen Musikern und DJs für eigene Projekte gesampelt.
Nach der Veröffentlichung des Albums Those Southern Knights verließ Wayne Henderson im Jahre 1976 die Gruppe, um seiner Arbeit als Produzent ungehindert nachgehen zu können. Sein Austritt hinterließ eine Lücke, die den Charakter der Gruppe auf Dauer veränderte. So musste nun der Gitarrist Barry Finnerty zusammen mit dem Saxophon die Bläserlinie spielen.
Die Musik wurde insgesamt ruhiger und wurde von den Kritikern negativ als Kuschel-Jazz verschrien. 1979, als man sich entschied, einen Song mit Gesang zu belegen und sich hierfür ein junges Talent zu engagieren, kam der große Erfolg. Mit dem von Joe Sample und Will Jennings geschriebenen Song Street Life erreichten die Crusaders zusammen mit Gastsängerin Randy Crawford Platz 36 der US Billboard Charts. Die Band erreichte hier ihren Popularitätszenit.
Weitere Projekte mit Gastsängern folgten: Soul Shadows mit Bill Withers, I’m so glad I’m standing here today mit Joe Cocker (Echo-Nominierung und Start der neuen Karriere von Joe Cocker) und The way it goes mit Nancy Wilson.
Als der Drummer Stix Hooper die Gruppe im Jahre 1983 schließlich ebenfalls verließ, kündigte sich das Ende der Crusaders an. Sample und Felder nahmen mit wechselnder Besetzung weiter auf. 1984 mit Ndugu Chancler als neuem Schlagzeuger versuchte die Band nun sich dem 1980er Sound anzupassen; dagegen fiel das Album von 1986 wieder jazzrockiger aus. Nach der vorerst letzten Veröffentlichung 1991 The Healing Wounds mit Gast Marcus Miller am Bass wurde es still um die Crusaders.

### Zwischentöne, Reunion- und Nebenprojekte
Im Jahre 1992 holte sich Wayne Henderson die Unterstützung seines alten Weggefährten Wilton Felder um sein neues Projekt Wayne Henderson & The Next Crusade zu starten. Mit wechselnden Begleitmusikern entstanden zwei groovig-poppige Alben. Ohne eine echte Reunion benannten Felder und Hopper 1995 die Band wieder in Jazz Crusaders um, mit der sie drei Studio- und ein Live-Album einspielten.
2003 taten sich Joe Sample, Wilton Felder und Stix Hooper einmalig für das dem Pop Jazz verpflichtete Album Rural Renewal und die anschließende Tournee als Crusaders zusammen. Allerdings wollte Hooper nicht mehr das viele Reisen auf sich nehmen; daher wurde er bei allen Auslandskonzerten durch Kendrick Scott ersetzt. Mit von der Partie waren ebenfalls Ray Parker Jr., Gitarre und Freddie Washington Jr., Bass. Da man musikalisch wieder an die Art der 1970er Jahre anknüpfen wollte, wurde für die Bläserlinie Steve Baxter Posaune verpflichtet.
Im Jahre 2010 kamen Joe Sample, Wilton Felder und Wayne Henderson für eine Welt-Tournee zusammen, um als Jazzquintett die Zeit der Jazz Crusaders wieder aufleben zu lassen.

## Diskografie

### Studioalben
| Jahr               | Titel Musiklabel Katalog-Nr.                 | Höchstplatzierung, Gesamtwochen, AuszeichnungChartplatzierungen (Jahr, Titel, Musiklabel Katalog-Nr., Platzierungen, Wochen, Auszeichnungen, Anmerkungen) | Höchstplatzierung, Gesamtwochen, AuszeichnungChartplatzierungen (Jahr, Titel, Musiklabel Katalog-Nr., Platzierungen, Wochen, Auszeichnungen, Anmerkungen) | Höchstplatzierung, Gesamtwochen, AuszeichnungChartplatzierungen (Jahr, Titel, Musiklabel Katalog-Nr., Platzierungen, Wochen, Auszeichnungen, Anmerkungen) | Anmerkungen |
| Jahr               | Titel Musiklabel Katalog-Nr.                 | UK | US | R&B | Anmerkungen |
| ------------------ | -------------------------------------------- | --- | --- | --- | ----------- |
| The Jazz Crusaders |                                              | | | |             |
|                    |                                              | | | |             |
| 1968               | Powerhouse Pacific Jazz #ST-20136            | — | US184 (2 Wo.)US | — |             |
| 1970               | Old Socks, New Shoes Chisa #CS-804           | — | US90 (16 Wo.)US | R&B12 (31 Wo.)R&B |             |
| The Crusaders      |                                              | | | |             |
|                    |                                              | | | |             |
| 1971               | Pass the Plate Chisa #CS-813                 | — | US168 (4 Wo.)US | — |             |
| 1972               | 1 Blue Thumb #BTS-6001                       | — | US96 (29 Wo.)US | R&B29 (21 Wo.)R&B |             |
| 1973               | Unsung Heroes Blue Thumb #BTS-6007           | — | US173 (14 Wo.)US | R&B33 (9 Wo.)R&B |             |
| 1973               | The 2nd Crusade Blue Thumb #BTS-7000         | — | US45 (29 Wo.)US | R&B4 (26 Wo.)R&B |             |
| 1974               | Southern Comfort Blue Thumb #BTSY-9002       | — | US31 Gold · (23 Wo.)US | R&B3 (24 Wo.)R&B |             |
| 1975               | Chain Reaction Blue Thumb #BTSD-6022         | — | US26 (17 Wo.)US | R&B9 (13 Wo.)R&B |             |
| 1976               | Those Southern Knights Blue Thumb #BTSD-6024 | — | US38 (18 Wo.)US | R&B9 (18 Wo.)R&B |             |
| 1977               | Free as the Wind Blue Thumb                  | — | US41 (15 Wo.)US | R&B8 (22 Wo.)R&B |             |
| 1978               | Images Blue Thumb #BA-6030                   | — | US34 Gold · (18 Wo.)US | R&B18 (18 Wo.)R&B |             |
| 1979               | Street Life MCA                              | UK10 (16 Wo.)UK | US18 Gold · (39 Wo.)US | R&B3 (36 Wo.)R&B |             |
| 1980               | Rhapsody and Blues MCA #1662                 | UK40 (5 Wo.)UK | US29 (16 Wo.)US | R&B14 (19 Wo.)R&B |             |
| 1981               | Standing Tall MCA #5254                      | UK47 (5 Wo.)UK | US59 (16 Wo.)US | R&B29 (12 Wo.)R&B |             |
| 1984               | Ghetto Blaster MCA MCF3176                   | UK46 (4 Wo.)UK | US79 (22 Wo.)US | R&B20 (26 Wo.)R&B |             |
| 1991               | Healing the Wounds GRP #GRD-9638             | — | US174 (2 Wo.)US | — |             |

The Jazz Crusaders
- 1961: Freedom Sound (Pacific Jazz #ST-27)
- 1962: Lookin’ Ahead (Pacific Jazz #ST-43)
- 1963: Tough Talk (Pacific Jazz #ST-68)
- 1963: Heat Wave (Pacific Jazz #ST-76)
- 1963: Jazz Waltz (mit Les McCann, Pacific Jazz #ST-81)
- 1964: Stretchin' Out (Pacific Jazz #ST-83)
- 1965: The Thing (Pacific Jazz #ST-87)
- 1965: Chile Con Soul (Pacific Jazz #ST-20092)
- 1966: Talk That Talk (Pacific Jazz #ST-20106)
- 1967: Uh Huh (Pacific Jazz #ST-20124)
- 1970: Give Peace a Chance (Liberty #LST-11005)
- 1995: Happy Again (Sin-Drome #9950322)
- 1996: Louisiana Hot Sauce (Sin-Drome #SD-8924)
- 1998: Breakin' Da Rulz! (Indigo Blue #4634170792)
- 2003: Soul Axess (True Life Jazz)

The Crusaders
- 1972: Hollywood (MoWest #MW-118L)
- 1986: The Good and the Bad Times (MCA #5781)
- 1988: Life in the Modern World (MCA #42168)
- 2003: Rural Renewal (PRA/Verve)

### Livealben
| Jahr          | Titel Musiklabel Katalog-Nr.          | Höchstplatzierung, Gesamtwochen, AuszeichnungChartplatzierungen (Jahr, Titel, Musiklabel Katalog-Nr., Platzierungen, Wochen, Auszeichnungen, Anmerkungen) | Höchstplatzierung, Gesamtwochen, AuszeichnungChartplatzierungen (Jahr, Titel, Musiklabel Katalog-Nr., Platzierungen, Wochen, Auszeichnungen, Anmerkungen) | Höchstplatzierung, Gesamtwochen, AuszeichnungChartplatzierungen (Jahr, Titel, Musiklabel Katalog-Nr., Platzierungen, Wochen, Auszeichnungen, Anmerkungen) | Anmerkungen                                  |
| Jahr          | Titel Musiklabel Katalog-Nr.          | UK | US | R&B | Anmerkungen                                  |
| ------------- | ------------------------------------- | --- | --- | --- | -------------------------------------------- |
| The Crusaders |                                       | | | |                                              |
|               |                                       | | | |                                              |
| 1968          | Lighthouse ’68 Pacific Jazz #ST-20131 | — | — | R&B30 (9 Wo.)R&B |                                              |
| 1974          | Scratch Blue Thumb #BTS-6010          | — | US73 (20 Wo.)US | R&B16 (24 Wo.)R&B |                                              |
| 1982          | Royal Jam MCA #2-9017                 | — | US144 (7 Wo.)US | R&B30 (17 Wo.)R&B | mit B.B. King & Royal Philharmonic Orchestra |

The Jazz Crusaders
- 1962: The Jazz Crusaders at the Lighthouse (Pacific Jazz #ST-57)
- 1966: Live at the Lighthouse ’66 (Pacific Jazz #ST-20098)
- 1967: The Festival Album (Pacific Jazz #ST-20115)
- 1969: Lighthouse ’69 (Pacific Jazz #ST-20165)
- 2000: Power of Our Music – The Endangered Species (Indigo Blue #1144790972)
- 2006: Alive in South Africa (True Life Jazz)

The Crusaders
- 1981: Ongaku Kai – Live in Japan (Crusaders #CRP-16002)
- 2004: Live in Japan 2003 (nur in Japan veröffentlicht, PRA #VACM-1252)

### Kompilationen
| Jahr          | Titel Musiklabel Katalog-Nr.                | Höchstplatzierung, Gesamtwochen, AuszeichnungChartplatzierungen (Jahr, Titel, Musiklabel Katalog-Nr., Platzierungen, Wochen, Auszeichnungen, Anmerkungen) | Höchstplatzierung, Gesamtwochen, AuszeichnungChartplatzierungen (Jahr, Titel, Musiklabel Katalog-Nr., Platzierungen, Wochen, Auszeichnungen, Anmerkungen) | Höchstplatzierung, Gesamtwochen, AuszeichnungChartplatzierungen (Jahr, Titel, Musiklabel Katalog-Nr., Platzierungen, Wochen, Auszeichnungen, Anmerkungen) | Anmerkungen |
| Jahr          | Titel Musiklabel Katalog-Nr.                | UK | US | R&B | Anmerkungen |
| ------------- | ------------------------------------------- | --- | --- | --- | ----------- |
| The Crusaders |                                             | | | |             |
|               |                                             | | | |             |
| 1973          | At Their Best Motown #M-796V1               | — | — | R&B19 (13 Wo.)R&B |             |
| 1976          | Best of Crusaders ABC Blue Thumb #BTSY-6027 | — | US122 (10 Wo.)US | R&B41 (4 Wo.)R&B |             |

The Jazz Crusaders
- 1969: The Best of the Jazz Crusaders (World Pacific #ST-20175)
- 1973: Tough Talk (Blue Note #BN-LA170-G2)
- 1975: The Young Rabbits (Blue Note #BN-LA530-H2)
- 1980: Live Sides (Blue Note #LT-1046)
- 1993: The Best of (Pacific Jazz #CDP 077778928324)
- 2005: The Pacific Jazz Quintet Studio Sessions (Mosaic #MD6-230)

The Crusaders
- 1987: The Vocal Album (MCA #42057)
- 1988: Sample a Decade (Connoisseur #VSOP-LP131)
- 1990: 16 Original World Hits (MCA #2292-56787-2 LZ)
- 1992: The Golden Years (GRP #GRD-3-5007)
- 1994: Best of Best (MCA #MVCZ-15020)
- 1994: And Beyond... (Music Collection #MCCD-163)
- 1994: Best (Pickwick #PWKS-4231)
- 1995: The Ultimate Compilation (Nectar #NTRCD035)
- 1995: The Greatest Crusade (Calibre #CLBCD-5501)
- 1995: The Ultimate (Castle #CCS-CD-420)
- 1995: Soul Shadows (Connoisseur #VSOP-CD-212)
- 1996: The Best of the Crusaders (MCA #MCBD-19528)
- 1996: Way Back Home (Blue Thumb #BTD-4-700)
- 1998: Priceless Jazz Collection (GRP #GRD-9892)
- 2000: The Crusaders’ Finest Hour (Verve #543762-2)
- 2000: The Best of the Crusaders (MCA #MCBD 19528)
- 2003: Groove Crusade (Blue Thumb #0731458994428)
- 2007: Gold (Hip-O / Verve #B0008268-02)

### Singles
| Jahr               | Titel Album                                       | Höchstplatzierung, Gesamtwochen, AuszeichnungChartplatzierungen (Jahr, Titel, Album, Platzierungen, Wochen, Auszeichnungen, Anmerkungen) | Höchstplatzierung, Gesamtwochen, AuszeichnungChartplatzierungen (Jahr, Titel, Album, Platzierungen, Wochen, Auszeichnungen, Anmerkungen) | Höchstplatzierung, Gesamtwochen, AuszeichnungChartplatzierungen (Jahr, Titel, Album, Platzierungen, Wochen, Auszeichnungen, Anmerkungen) | Anmerkungen                                           |
| Jahr               | Titel Album                                       | UK | US | R&B | Anmerkungen                                           |
| ------------------ | ------------------------------------------------- | --- | --- | --- | ----------------------------------------------------- |
| The Jazz Crusaders |                                                   | | | |                                                       |
|                    |                                                   | | | |                                                       |
| 1969               | Uptight (Everything’s Alright) Talk That Talk     | — | US95 (1 Wo.)US | — | Pacific Jazz #88125 B-Seite: Scratch                  |
| 1970               | Way Back Home Old Socks, New Shoes                | — | US90 (3 Wo.)US | — | Chisa #C-8010 B-Seite: Jackson                        |
| The Crusaders      |                                                   | | | |                                                       |
|                    |                                                   | | | |                                                       |
| 1972               | Put It Where You Want It 1                        | — | US52 (9 Wo.)US | R&B39 (9 Wo.)R&B | Blue Thumb #BTA-208 B-Seite: Mosadi                   |
| 1973               | Don’t Let It Get You Down Second Crusade          | — | US86 (5 Wo.)US | R&B31 (7 Wo.)R&B | Blue Thumb #BTA-225 B-Seite: Journey from Within      |
| 1974               | Scratch                                           | — | US81 (6 Wo.)US | R&B70 (7 Wo.)R&B | Blue Thumb #BTA-249 B-Seite: Way Back Home            |
| 1974               | Stomp and Buck Dance Southern Comfort             | — | — | R&B41 (10 Wo.)R&B | Blue Thumb #BTA-261 B-Seite: A Ballad for Joe (Louis) |
| 1976               | Keep That Same Old Feeling Those Southern Knights | — | — | R&B21 (13 Wo.)R&B | Blue Thumb #BTA-269 B-Seite: Til’ the Sun Shines      |
| 1977               | Feel It Free As The Wind                          | — | — | R&B63 (7 Wo.)R&B | Blue Thumb #BTA-272 B-Seite: The Way We Was           |
| 1979               | Street Life                                       | UK5 (11 Wo.)UK | US36 (16 Wo.)US | R&B17 (16 Wo.)R&B | MCA #41052 B-Seite: The Hustler                       |
| 1980               | Soul Shadows Rhapsody & Blues                     | — | — | R&B41 (10 Wo.)R&B | MCA #41295 B-Seite: Sweet Gentle Love                 |
| 1981               | I’m So Glad I’m Standing Here Today Standing Tall | UK61 (3 Wo.)UK | US97 (3 Wo.)US | — | MCA #51177 B-Seite: Standing Tall                     |
| 1984               | Night Ladies Ghetto Blaster                       | UK55 (3 Wo.)UK | — | — | MCA                                                   |
| 1984               | New Moves Ghetto Blaster                          | — | — | R&B27 (12 Wo.)R&B | MCA #52365 B-Seite: Dead End                          |
| 1984               | Dead End Ghetto Blaster                           | — | — | R&B57 (6 Wo.)R&B | B-Seite von New Moves                                 |

The Nite Hawks
- 1959: Chicken Grabber / Big Top (Del-Fi #4122)

The Night Hawks
- 1961: Bunny Ride / Sweetie Lester (Pacific Jazz #X-352)

The Jazz Crusaders
- 1962: Lookin’ Ahead/ Sinnin’ Sam (Pacific Jazz #X-340)
- 1962: The Young Rabbits / Song of India (Pacific Jazz #X-342)
- 1962: Congolese Sermon / Weather Beat (Pacific Jazz #X-357)
- 1963: No Name Samba / Tough Talk (Pacific Jazz #X-371)
- 1963: Turkish Black / Boopie (Pacific Jazz #X-388)
- 1963: Spanish Castles / Bluesette (World Pacific #406)
- 1964: Heat Wave / On Broadway (World Pacific #401)
- 1964: I Remember Tomorrow / Long John (World Pacific #412)
- 1965: Tough Talk / The Thing (World Pacific #77800)
- 1965: Aqua Dulce / Soul Bourgeoisie (World Pacific #77806)
- 1968: Ooga-Boo-Ga-Loo / Eleanor Rigby (Pacific Jazz #88144)
- 1968: Hey Jude / Love and Peace (Pacific Jazz #88146)
- 1969: Get Back / Willie and Laura Mae Jones (World Pacific #88153)

The Crusaders
- 1971: Pass the Plate / Greasy Spoon (Chisa #C-8013)
- 1972: Spanish Harlem / Papa Hooper’s Barrelhouse Groove (MoWest #MW-5025F)
- 1972: So Far Away / That’s How I Feel (Blue Thumb #BTA-217)
- 1973: That’s How I Feel / Take It or Leave It (Blue Thumb #BTA-232)
- 1974: Lay It on the Line / Let’s Boogie (Blue Thumb #BTA-245)
- 1975: Creole / I Felt The Love (Blue Thumb #BTA-267)
- 1976: And Then There Was the Blues / Feeling Funky (Blue Thumb #BTA-270)
- 1977: Free as the Wind / The Way We Was (Blue Thumb #BTA-273)
- 1978: Covert Action / Bajou Bottoms (Blue Thumb #BTA-278)
- 1981: This Old World’s Too Funky for Me / Standing Tall (MCA #51222)
- 1986: The Way It Goes / Good Times (MCA #52966)
- 1988: A.C. (Alternating Currents) / Mullholland Nights (MCA #53330)

### Boxsets
- The Jazz Crusaders: The Pacific Jazz Quintett Studio Sessions 1961–1970 (Mosaic, 2005) – 6 CDs mit Wayne Henderson, Wilton Felder, Joe Sample, Jimmy Bond, Stix Hooper, Roy Gaines g, Bobby Haynes b, Monk Montgomery, Joe Pass, Victor Gaskin b, Leroy Vinnegar, Buster Williams, Arthur Adams